# The World Is Not Enough (banda sonora)
The World Is Not Enough es la banda sonora de la película de James Bond del mismo nombre.

## Banda sonora
La canción principal "The World Is Not Enough" es interpretada por Garbage y escrita por David Arnold y Don Black. La canción final de la película es titulada "Only Myself to Blame", interpretado por Scott Walker y fue escrita también por David Arnold y Don Black, dicha canción originalmente se iba a utilizar durante los créditos finales, pero fue reemplazada por un remix techno del tema de James Bond. La partitura de esta película fue la segunda compuesta por David Arnold.

## Listado de temas
1. The World Is Not Enough - Garbage
2. Show Me The Money
3. Come In 007, Your Time Is Up
4. Access Denied
5. M's Confession
6. Welcome To Baku
7. Casino
8. Ice Bandits
9. Elektra's Theme
10. Body Double
11. Going Down - The Bunker
12. Pipeline
13. Remember Pleasure
14. Caviar Factory
15. Torture Queen
16. I Never Miss
17. Submarine
18. Christmas In Turkey
19. Only Myself To Blame - Scott Walker / David Arnold / Don Black